# Храм Святого Семейства (Ченстохова)

Архикафедральная базилика Святого Семейства (пол. Bazylika archikatedralna Świętej Rodziny) — неоготический, трехнефный храм римской католической церкви, находящийся в Ченстохове на Краковской улице (район Старого города). Один из крупнейших соборов Польши и Европы, воздвигнут в 1901—1927 годах по проекту Константина Войцеховского, построен на территории бывшего кладбища 1825—1898 годов.
Храм в 1925 года стал кафедральным собором ченстоховской епархии, в 1962 году получил статус малой базилики, а с 1992 стал архикафедральным собором архиепархии Ченстоховы
Фасад базилики обращён на север, на площадь Иоанна Павла II (ранее Кафедральная). Под часовней Ченстоховской Божьей матери находится склеп ченстоховских епископов.